# Carhuaz

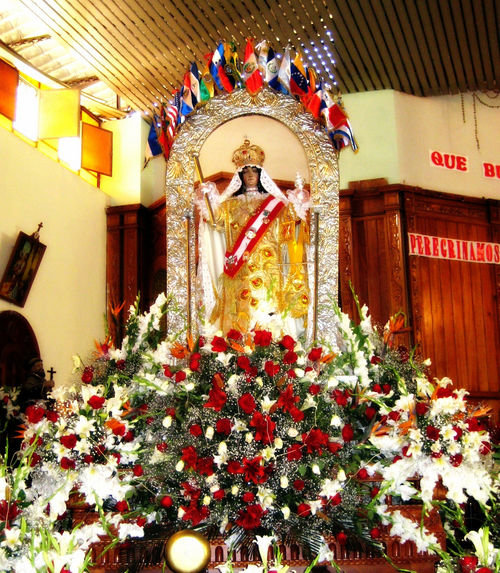
Virgen de la Merced

Carhuaz, fundada como San Pedro de Carhuaz (en quechua ancashino: qarwash, 'amarillo, dorado') es una ciudad peruana, capital del distrito y provincia homónimos, ubicados en el departamento de Áncash. Está ubicada a 34 km de Huaraz a 2688 m s. n. m. cuenta con un clima moderado y una temperatura promedio de 12-14 °C. Tiene una población aproximada de 12.000 habitantes al año 2023, por lo cual, es la tercera aglomeración urbana más poblada e importante del Callejón de Huaylas después de Huaraz y Caraz.
Cerca de la ciudad, se encuentran las aguas termales de Chancos (Marcará) y el aeropuerto de Anta.
Llamada por Antonio Raymondi como «Carhuaz Borrachera», por las largas celebraciones en honor a la Virgen de Las Mercedes que pudo observar en sus viajes por el Callejón de Huaylas

## Toponimia
Su nombre deriva de la voz quechua qarwash, a partir de la forma más antigua qarwa-ş, que significa 'amarillo', que es el color de las flores de retama, las cuales cubren los cerros contiguos a la ciudad.

## Geografía

### Ubicación
Carhuaz se encuentra territorialmente en medio de las 5 provincias que integran el valle denominado Callejón de Huaylas, esta ubicación privilegiada hace que la ciudad sea el centro comercial más grande de Ancash, espacio donde se dan cita productores, comerciantes, y la población de todas partes de Perú para comprar y vender los días miércoles y domingos, desarrollándose la actividad económica como parte de la sostenibilidad de muchas familias.
| Noroeste: Provincia de Yungay | Norte: Distrito de Yungay | Noreste: Provincia de Asunción |
| Oeste: Provincia de Yungay    |                           | Este: Provincia de Asunción    |
| Suroeste Provincia de Huaraz  | Sur: Provincia de Huaraz  | Sureste: Provincia de Huari    |

### Clima
| Parámetros climáticos promedio de Carhuaz | Parámetros climáticos promedio de Carhuaz | Parámetros climáticos promedio de Carhuaz | Parámetros climáticos promedio de Carhuaz | Parámetros climáticos promedio de Carhuaz | Parámetros climáticos promedio de Carhuaz | Parámetros climáticos promedio de Carhuaz | Parámetros climáticos promedio de Carhuaz | Parámetros climáticos promedio de Carhuaz | Parámetros climáticos promedio de Carhuaz | Parámetros climáticos promedio de Carhuaz | Parámetros climáticos promedio de Carhuaz | Parámetros climáticos promedio de Carhuaz | Parámetros climáticos promedio de Carhuaz |
| Mes                                       | Ene.                                      | Feb.                                      | Mar.                                      | Abr.                                      | May.                                      | Jun.                                      | Jul.                                      | Ago.                                      | Sep.                                      | Oct.                                      | Nov.                                      | Dic.                                      | Anual                                     |
| ----------------------------------------- | ----------------------------------------- | ----------------------------------------- | ----------------------------------------- | ----------------------------------------- | ----------------------------------------- | ----------------------------------------- | ----------------------------------------- | ----------------------------------------- | ----------------------------------------- | ----------------------------------------- | ----------------------------------------- | ----------------------------------------- | ----------------------------------------- |
| Temp. máx. media (°C)                     | 23.2                                      | 22.8                                      | 23                                        | 23.4                                      | 23.6                                      | 24.7                                      | 24.6                                      | 24.9                                      | 24.9                                      | 24.4                                      | 24.3                                      | 23.9                                      | 24                                        |
| Temp. media (°C)                          | 16.6                                      | 16.6                                      | 16.5                                      | 16.4                                      | 16.1                                      | 15.8                                      | 15.3                                      | 15.5                                      | 16.1                                      | 16.6                                      | 16.8                                      | 16.6                                      | 16.2                                      |
| Temp. mín. media (°C)                     | 10                                        | 10.4                                      | 10                                        | 9.5                                       | 8.6                                       | 6.9                                       | 6                                         | 6.2                                       | 7.4                                       | 8.9                                       | 9.4                                       | 9.3                                       | 8.6                                       |
| Fuente: climate-data.org                  |                                           |                                           |                                           |                                           |                                           |                                           |                                           |                                           |                                           |                                           |                                           |                                           |                                           |

## Comunicaciones y transporte
Carhuaz se encuentra en un punto neurálgico entre el Callejón de Huaylas y el Callejón de Conchucos. Con el primero está conectado a través de Ruta nacional PE-3N, conocida también como la Longitudinal de la Sierra Norte, y con el segundo a través de la Ruta AN-107.

### Transporte público
| Empresas con recorrido distrital e interprovincial | Empresas con recorrido distrital e interprovincial | Empresas con recorrido distrital e interprovincial | Empresas con recorrido nacional | Empresas con recorrido nacional | Empresas con recorrido nacional         |
| Empresa                                            | Trayecto                                           | Salidas de Carhuaz                                 | Empresa                         | Trayecto                        | Salidas de Carhuaz                      |
| -------------------------------------------------- | -------------------------------------------------- | -------------------------------------------------- | ------------------------------- | ------------------------------- | --------------------------------------- |
| Varios                                             | Carhuaz - Huaraz                                   | diario: 6:00-19:00 (c/ 5 min)                      | Móvil Tours                     | Caraz - Carhuaz - Huaraz - Lima | diario 7:30, 13:30, 20:30, 21:00, 22:00 |
| Taxi                                               | Carhuaz - Acompampa                                | diario: 6:00-18:00                                 | Julio César                     | Caraz - Carhuaz - Huaraz - Lima | diario 6:30, 12:00, 21:30               |
| Taxi                                               | Carhuaz - Marcará                                  | diario: 6:00-18:00                                 |                                 |                                 |                                         |

### Redes vehiculares y distancias
Carhuaz es la ciudad que está intercomunicada con las ciudades más importantes del Callejón de Huaylas, así como a la zona de Conchucos. Viajar a Huaraz, capital del departamento, solo toma 45 minutos en transporte público y 30 minutos en auto. Viajar a la ciudad de Chacas en la zona de Conchucos solo toma 1 hora en auto y 2 en transporte público. Asimismo, en la Provincia de Carhuaz se ubica el Aeropuerto Comandante FAP Germán Arias Graziani que ofrece vuelos semanales a Lima y que se encuentra a 25 minutos de la ciudad. 
| Tipo                                                                                       | Identificador | Denominación                          | Itinerario | Mapa |
| ------------------------------------------------------------------------------------------ | ------------- | ------------------------------------- | --- | ---- |
| Vía Regional (Red Básica).                                                                 | PE-3N         | Carretera Longitudinal de la Sierra   | Huánuco - Conococha - Catac - Huaraz - Carhuaz - Caraz                                                            |      |
| Vía Regional (Red Básica).                                                                 | AN-107        | Carretera Carhuaz - Chacas - San Luis | Carhuaz - Shilla - Túnel Punta Olímpica - Huallin - Chacas - Jambón - Acochaca - Colcababamba - San Luis (AN-105) |      |
| Vías provinciales                                                                          |               |                                       | |      |
| Vías distritales                                                                           |               |                                       | |      |
| Fuente: Mapa vial de la provincia de Carhuaz - Ministerio de Transportes y Comunicaciones. |               |                                       | |      |

| Distancias a las principales ciudades de Perú. |                |                |                                |
|                                                |                |                |                                |
| Ciudades                                       | Distancia (km) | Duración viaje | Ruta                           |
| Lima                                           | 434            | 6 horas        | Carhuaz - Huaraz - Lima        |
| Huaraz                                         | 34             | 45 minutos     | Carhuaz - Huaraz               |
| Casma                                          | 174            | 4 horas        | Carhuaz - Huaraz - Casma       |
| Trujillo                                       | 279            | 5 horas        | Carhuaz - Huallanca - Trujillo |

## Festividades
- Septiembre: Virgen de la Merced

## Carhuacinos destacados
- Teófilo Castillo Guas: fue un pintor, crítico de arte y fotógrafo peruano. Representante del academicismo pictórico peruano, estuvo influenciado por el impresionismo. Fue padre de Carlos Aitor Castillo, que destacó también como pintor.